# Colonne de Marc-Aurèle
La colonne de Marc-Aurèle est un monument de Rome, érigé entre 176 et 192 pour célébrer les victoires de l'empereur Marc Aurèle (161-180) sur les Germains Marcomans et les Sarmates établis au nord du Danube.
La colonne triomphale elle-même mesure 29,617 mètres, soit très exactement cent pieds romains. Elle est encore sur son site d'origine, au centre de la piazza Colonna qui lui doit son nom, devant le Palais Chigi.
Le monument, entièrement couvert de reliefs sculptés dans le marbre, est fortement inspiré de la Colonne Trajane. Son piédestal mesure environ 12 mètres.

## Historique

### Exécution de la colonne sous Commode
La colonne fut exécutée entre 176 et la fin du règne de l'empereur Commode (180-192), fils de Marc-Aurèle, vraisemblablement en même temps que les huit panneaux sculptés qui ornent aujourd'hui l'attique de l'arc de Constantin, mais étaient destinés à un autre monument dont on ignore le destin.

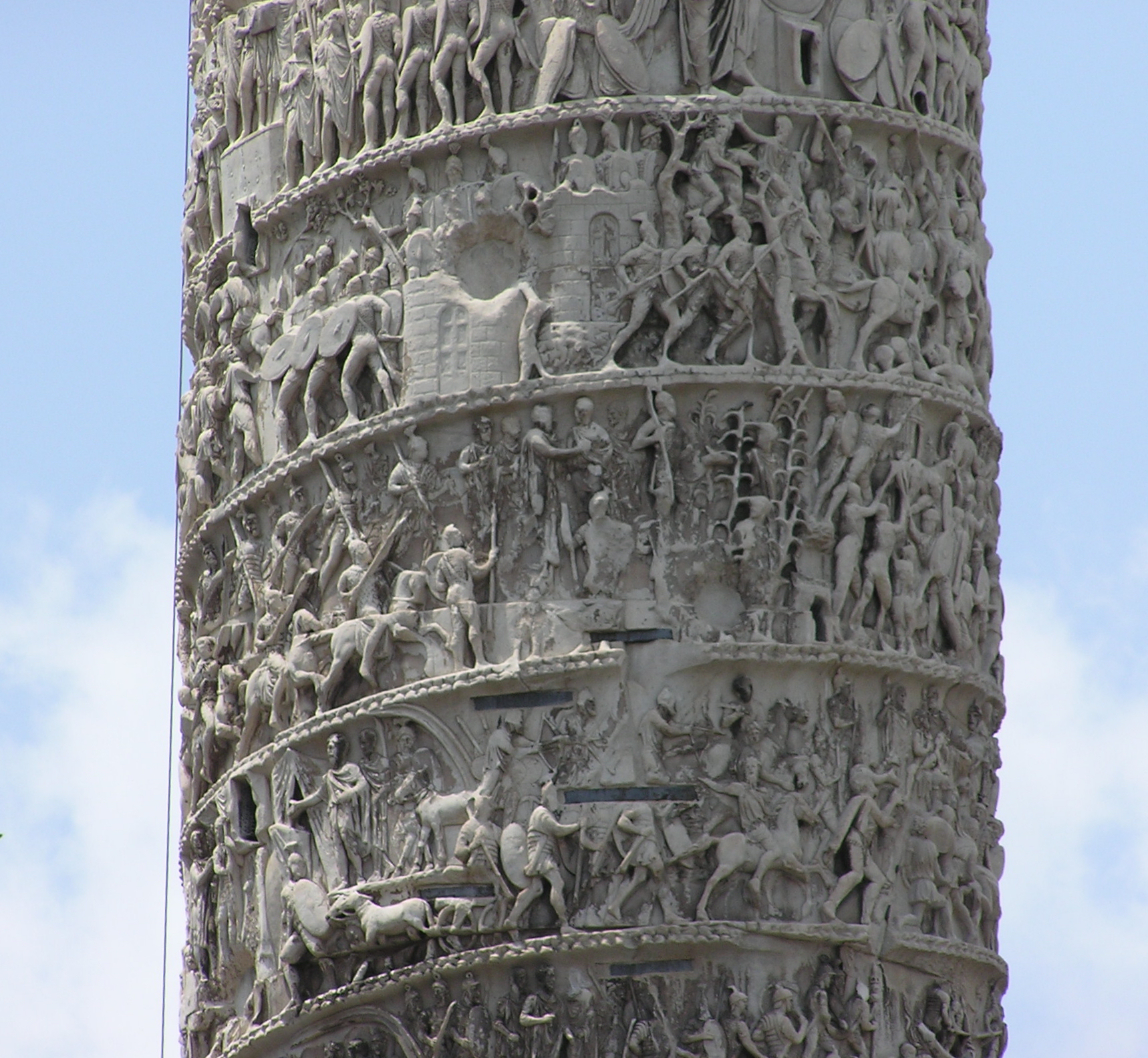
Hauts-reliefs de la colonne de Marc-Aurèle.

La colonne s'élevait au centre d'une place, sur un haut socle, à proximité du temple dédié à Marc-Aurèle par Commode, qui devait s'élever à peu près à l'emplacement du Palais Wedekind. La base et le piédestal, qui atteignaient plus de 10 mètres, reposaient sur une plate-forme elle-même haute de 3 mètres.

### Le récit des hauts faits de Marc-Aurèle
La colonne a été conçue à l'imitation de la Colonne Trajane. C'est pourquoi on considère souvent que, comme sur cette dernière, les scènes sont présentées par ordre chronologique. Toutefois la proposition d'un arrangement non chronologique des scènes a aussi été soutenue. Par ailleurs, la chronologie historique des guerres du règne de Marc Aurèle est très difficile à établir, il n'existe pas de récit chronologique faisant l'unanimité des savants et des épisodes importants, comme le miracle de la pluie représenté sur la colonne ont reçu des dates fort diverses. Pour Alfred von Domaszweski les événements représentés couvraient les années 171-175, la représentation de la Victoire au milieu de la colonne correspondant aux victoires de 172. De même, pour W. Zwikker la colonne commençait en 172 et s'achevait en 175. Plus récemment, tant Peter Kovacs que Martin Beckmann placent la fin de la colonne en 175. Toutefois, dans la lignée de Théodore Mommsen, une autre tradition historiographique moins suivie mais représentée par John Morris  et plus récemment par H. Wolff, défend l'idée que le sommet de la colonne, au-dessus de la Victoire, correspond au conflit des années 178-180. Cette hypothèse soulève la question de l'identification de Commode sur les reliefs de la colonne.
L'empereur est maintes fois représenté sur ces scènes en relief, que l'on considère comme moins raffinées que celles de la Colonne Trajane. On considère parfois, avec R. Bianchi-Bandinelli, que le style plébéien ou popularisant a ici commencé à supplanter le style de cour ou style classique. Bernard Andreae remarque, en comparant les deux colonnes, que « (...) la différence la plus profonde se trouve dans l'expression d'une autre conscience qui se révèle sur les visages des personnages. Sur la colonne Trajane, les reliefs illustrent une guerre offensive, entreprise par une libre volonté impérialiste, alors que sur la colonne Aurélienne il s'agit d'une guerre défensive que l'attaque des Barbares avait rendue nécessaire ».

### Restauration sous Sixte V (1589)
La base était à l'origine ornée d'une série de bas-reliefs qui ne furent pas conservés lors de la restauration due au pape Sixte V (Sixte Quint) et menée à bien en 1589 par Domenico Fontana qui réutilisa alors les marbres récupérés du Septizodium, dont les vestiges encore importants venaient d'être démolis.
C'est ainsi que fut substituée aux bas-reliefs originaux une dédicace à Antonin le Pieux totalement erronée :
SIXTVS V PONT MAX
COLVMNAM HANC
COCHLIDEM IMP
ANTONINO DICATAM
MISERE LACERAM
RVINOSAMQ PRIMAE
FORMAE RESTITVIT
A. MDLXXXIX PONT IV

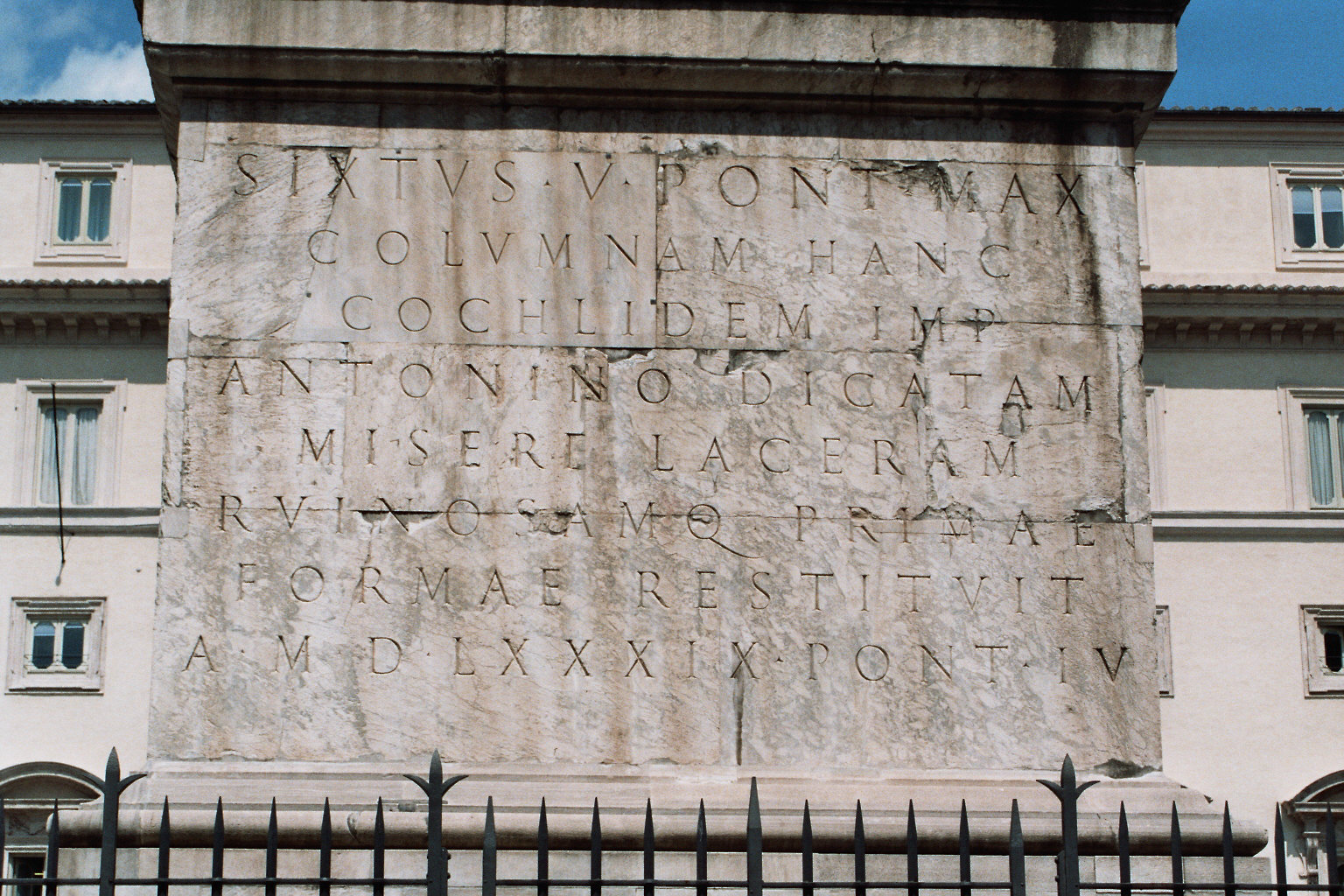
L'inscription de Sixte Quint : fausse attribution à Antonin le Pieux.

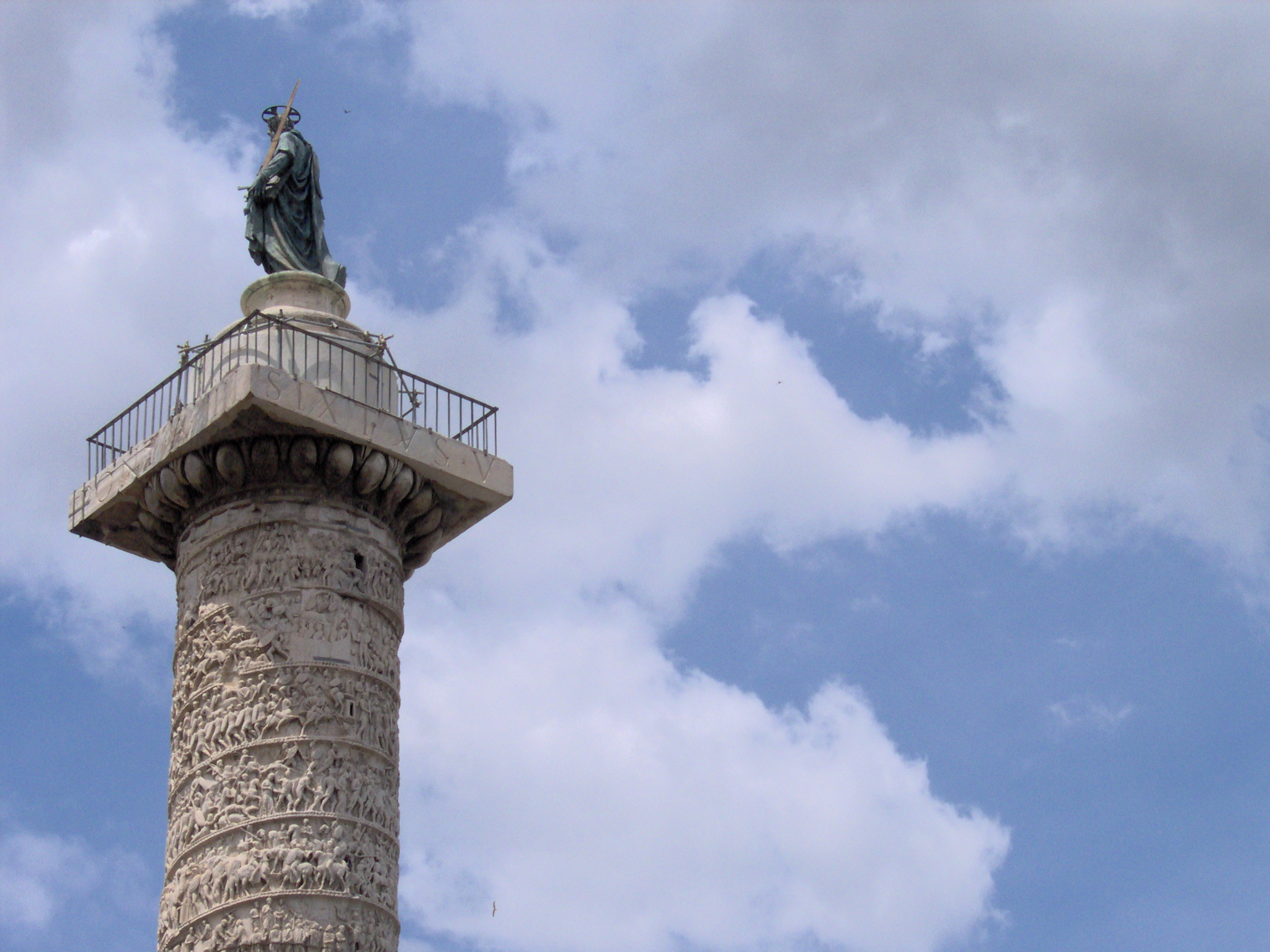
Couronnement de la colonne de Marc-Aurèle.

La colonne en haute résolution (cliquez pour voir tous les détails).

(Le pape Sixte Quint a rendu sa beauté originelle à cette colonne spiralée dédiée à l'empereur Antonin (sic) alors qu'elle se trouvait en état de ruine très avancé, l'an 1589 et la IVe année de son pontificat.)

### Les deux statues successives
- Au sommet de la colonne s'élevait une statue de bronze de Marc-Aurèle, détruite au cours du Moyen Âge.

- Sixte V fit placer au sommet, lors de la restauration de 1589, la statue de bronze de saint Paul, œuvre de Leonardo da Sarzana et Tommaso Della Porta.

## Description

### Vingt blocs de marbre

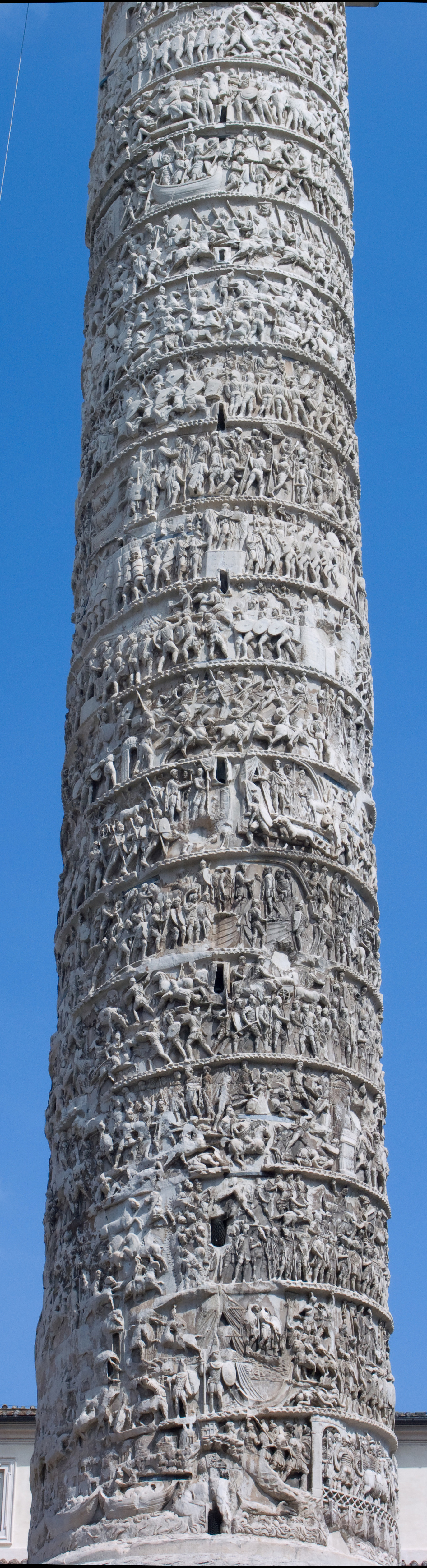
Fût de la colonne de Marc-Aurèle.

La colonne, haute de cent pieds romains, soit un peu plus de 29,6 mètres, dont environ neuf dixièmes pour le fût lui-même, est constituée, comme celle de Trajan, d'énormes blocs de marbre de Carrare superposés, plus de deux douzaines au total,, d'un diamètre de 12½ pieds romains, soit environ 3,70 mètres. Les blocs sont évidés de manière à former un escalier en colimaçon avec environ 200 marches, éclairé par de petites lucarnes et menant à une plate-forme affectant la forme d'un chapiteau dorique.
L'archéologue italien Filippo Coarelli donne les mesures suivantes : niveau du sol actuel à 3,86 au-dessus d'une plate-forme elle-même située 3 m au-dessus du niveau de la Via Flaminia ; hauteur totale du soubassement d'origine : 10,50 m ; hauteur du fût : 29,601 m ; hauteur du monument : 41,951 m ; hauteur totale, soubassement compris, donnée par les catalogues des Régionnaires : 175,5 pieds, soit 51,95 m.

### Une narration en spirale
Autour du fût s'organise une frise qui forme une bande en spirale d'environ un mètre de haut, s'enroulant vingt fois et montrant des scènes de batailles et des groupes d'ennemis vaincus durant la guerre menée par les Romains contre les Germains Marcomans et les Sarmates qui s'étaient établis le long du Danube, région soumise à l'autorité de l'empereur.

### Un récit en hauts-reliefs
Le modèle de la Colonne Trajane est intentionnellement repris, mais en dépit de la volonté d'atteindre les mêmes sommets, les différences sont évidentes entre le monument de Trajan  et celui de Marc-Aurèle : dans le premier, ce sont des bas-reliefs au modelé délicat et pittoresque, alors que le second présente des hauts-reliefs beaucoup plus durs et incisifs : le trépan pénètre profondément dans le marbre et perfore barbes, chevelures et cuirasses, marquant fortement les plis des étoffes et les traits des visages, ainsi que les ondulations des cours d'eau.

### Frontalité et majesté impériale
Le récit se fait plus schématique, et à la variété des motifs se substitue la répétitivité, bien perceptible dans les scènes de marche ; les détails du paysage sont moins fouillés, les perspectives deviennent plus conventionnelles. Les vues obliques des troupes deviennent ici des vues de face : la frontalité s'étend même aux visages de la Victoire et de l'empereur. Alors que Trajan est représenté parmi ses soldats, Marc-Aurèle reste à l'écart dans des plans plus détachés qui veulent souligner sa majesté. Il apparaît de face entre son gendre Pompéianus, fidèle et généreux, et un autre officier, tous deux posant de trois-quarts, comme pour réverbérer la lumière impériale.

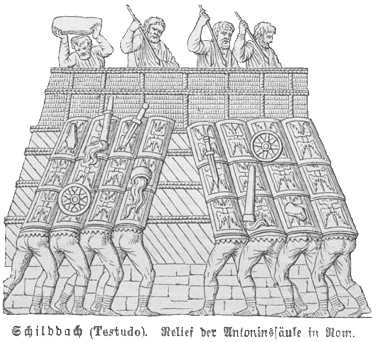
Détail : formation de la "tortue" (testudo).

Dans la scène d'adlocutio (discours aux troupes), les soldats ne sont pas tous rassemblés sur un côté, face à l'empereur assis de profil, mais forment ici un demi-cercle au-dessous de la figure centrale de l'empereur prééminent, représenté de face dans un schéma qui annonce curieusement celui du Christ entouré de ses apôtres.
Le sens d'humanité et de piété envers les ennemis vaincus qui transparaissait dans les scènes de la colonne Trajane, disparaît ici, au profit d'un récit de guerre cruel et impitoyable. Les corps des barbares se contorsionnent dans des rythmes anguleux et déformés, le schéma naturaliste se désorganise et devient fortement expressionniste.

### Une pluie miraculeuse

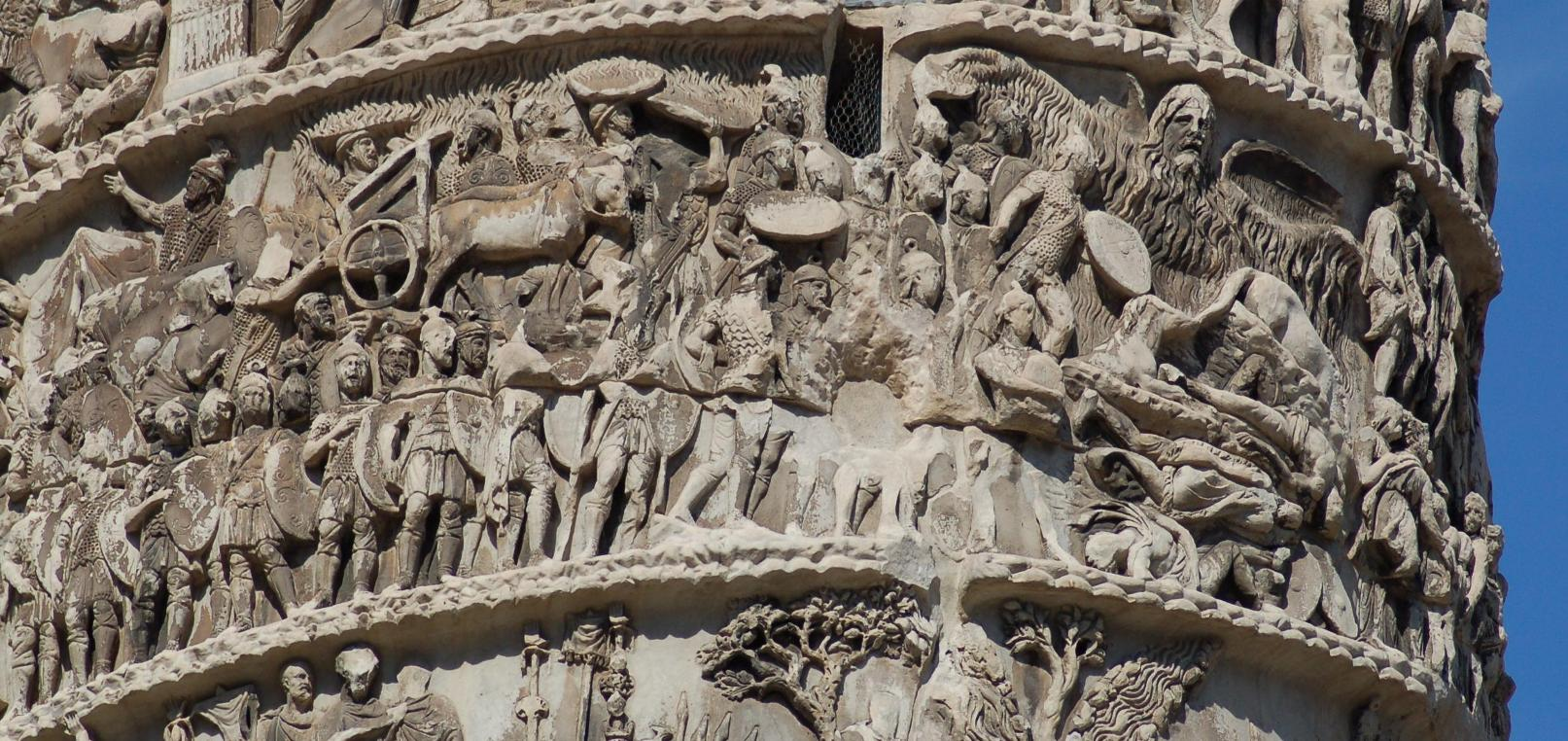
L'épisode de la "pluie miraculeuse" envoyée par Jupiter sur la XIIe Légion, durant la guerre contre les Marcomans.

La narration se fait plus dramatique et se surprend à faire appel au merveilleux dans la représentation ruisselante d'un Jupiter dispensateur de pluie (scène 16 : la "pluie miraculeuse") qui sauve l'armée romaine encerclée par les Quades, au moment où elle allait mourir de soif. L'épisode est aussi rapporté par Dion Cassius et d'autres auteurs chrétiens de l'époque, comme Tertullien.
Ces caractères stylistiques se retrouvent sur les huit panneaux auréliens de l'arc de Constantin où, par exemple, la scène de sacrifice se déroule en présence d'une foule très nombreuse et dense, par rapport à une scène similaire de la colonne Trajane.

### Émergence du style «plébéien»
Le style de la colonne de Marc-Aurèle ne veut pas rompre avec la tradition, mais essaie tant bien que mal de s'y conformer. Pour tout dire, ces différences entre les deux grandes colonnes spiralées sont le témoignage de la propension de l'art popularisant ("plébéien"), qui avait toujours été bien vivant dans l'artisanat, à se diffuser progressivement dans l'art officiel, à partir de l'époque de Commode.
Néanmoins, les reliefs de la colonne Antonine et ceux des panneaux auréliens de l'arc de Constantin sont encore l'œuvre de maîtres de haut niveau formés sous le règne des empereurs de la dynastie antonine, dans des ateliers où travaillaient des sculpteurs grecs installés à Rome.
À partir de l’époque de Commode, émerge donc cette tendance à la désorganisation expressive qui était le propre de la culture figurative étrusque, latine et italique et qui, dans l’art officiel, avait été jusqu’alors atténuée et anoblie par le naturalisme classicisant.

## Source
- (it) Cet article est partiellement ou en totalité issu de l’article de Wikipédia en italien intitulé « Colonna di Marco Aurelio » (voir la liste des auteurs).